# بيلي بريان (لاعب كرة قاعدة)
بيلي بريان (بالإنجليزية: Billy Bryan)‏ هو لاعب كرة قاعدة أمريكي، ولد في 4 ديسمبر 1938 في مورغان في الولايات المتحدة.

## وصلات خارجية
- بيلي بريان على موقع دوري كرة القاعدة الرئيسي (الإنجليزية)
- بيلي بريان على موقعبيزبول رفرنس.كوم (الدوري الرئيسي) (الإنجليزية)
- بيلي بريان على موقعبيزبول رفرنس.كوم (الدوري الثانوي) (الإنجليزية)